# شهرستان کیرینیاگا
شهرستان کیرینیاگا (به لاتین: Kirinyaga County) یک منطقهٔ مسکونی در کنیا است. شهرستان کیرینیاگا ۱٬۲۰۵٫۴ کیلومترمربع مساحت و ۵۲۸٬۰۵۴ نفر جمعیت دارد.